# جیمز جی. اندروز
جیمز جی. اندروز (انگلیسی: James J. Andrews; 1829 – ۷ ژوئن ۱۸۶۲) یک فرد نظامی اهل ایالات متحده آمریکا بود.